# 吊灯树属
吊灯树属（学名：Kigelia），也称吊瓜树属，是紫葳科下的一个属，为乔木植物。该属共有3种，分布于热带非洲。

## 下属物种
本属包括以下物种：
- 吊灯树 Kigelia africana (Lam.) Benth.，吊瓜树
- Kigelia lutea A.H.Gentry
- Kigelia perrottetti Aubrév. & Pellegr., 1936